# Gars am Kamp
Gars am Kamp – uzdrowiskowa gmina targowa w Austrii, w kraju związkowym Dolna Austria, w powiecie Horn, w regionie Waldviertel. Liczy 3 511 mieszkańców (1 stycznia 2014).

## Historia
Na wzgórzu wznoszącym się nad miejscowością znajdował się słowiański gród z czasów Państwa wielkomorawskiego.
W średniowieczu za czasów Babenbergów miejscowość pełniła funkcje stolicy Austrii.

## Współpraca
Miejscowość partnerska:
- Gars am Inn, Niemcy